# Spirito (album)
Spirito è il sesto album in studio del gruppo musicale italiano Litfiba, pubblicato il 19 novembre 1994 dalla EMI italiana.
Il disco è il terzo capitolo della cosiddetta tetralogia degli elementi, iniziata nel 1990 con l'uscita di El diablo, proseguita con Terremoto e che comprenderà anche il successivo Mondi sommersi.
L'album, caratterizzato da un suono meno aggressivo rispetto ai precedenti due dischi (El diablo e Terremoto), mostra un approccio al rock meno cupo e serioso, con una particolare tendenza all'utilizzo di strumenti acustici e di influenze etniche.

## Descrizione
Inizialmente pensato con il titolo di "Serpente d'asfalto", Spirito è l'album in cui i Litfiba si rendono conto di poter costruire una tetralogia completa, continuando quindi con un album dedicato all'aria un discorso che, senza aver una precisa guida, aveva già toccato il fuoco (El diablo) e la terra (Terremoto). Nonostante l'approccio sia diverso dal precedente album per solarità e suoni, meno duri rispetto ai due album precedenti, il disco non perde una vena di profonda critica politica e sociale, meno sarcastica e più diretta. A livello sonoro le influenze latine (con l'utilizzo di strumenti acustici e percussioni di vario tipo) si mischiano con il rock più classico, puntando alle contaminazioni con i generi e con i paesi del mondo. Per la prima volta si affidano inoltre a un produttore artistico esterno: giudicato oramai esaurito l'apporto che Alberto Pirelli poteva fornire da questo punto, la band si affidò a Rick Parashar, già produttore di Ten dei Pearl Jam. Nonostante questo la band non fu particolarmente soddisfatta del lavoro produttivo, tanto che i singoli Lo spettacolo, Spirito, Lacio drom (buon viaggio), No frontiere furono appositamente fatti remixare a Los Angeles da Tom Lord-Alge con Fabrizio Simoncioni in qualità di assistente alla produzione. Il disco incontrerà un buon riscontro di pubblico, e arriverà al terzo posto in classifica, risultando il tredicesimo più venduto del 1994.

## Tracce
Testi di Piero Pelù, musiche di Ghigo Renzulli, eccetto dove indicato.
1. Lo spettacolo – 4:10
2. Animale di zona – 4:36
3. Spirito – 4:41
4. La musica fa – 5:12
5. Tammùria – 4:10
6. Lacio drom (buon viaggio) – 4:12
7. No frontiere – 5:15 (musica: Renzulli/Aiazzi)
8. Diavolo illuso – 4:27
9. Telephone Blues – 1:03
10. Ora d'aria – 5:07
11. Suona fratello – 2:09

## Legacy Edition
Il 19 maggio 2017 viene pubblicata la Spirito Legacy Edition. Questa versione contiene oltre alla tracklist originale rimasterizzata, 4 brani dello stesso album rimissati da Tom Lord Alge e il doppio CD live Spirito Tour registrato a Modena il 23 marzo del 1995.
CD 1
1. Lo spettacolo - 4:11
2. Animale di zona - 4:36
3. Spirito - 4:41
4. La musica fa - 5:12
5. Tammùria - 4:10
6. Lacio drom (buon viaggio) - 4:12
7. No frontiere - 5:15
8. Diavolo illuso - 4:27
9. Telephone Blues - 1:04
10. Ora d'aria - 5:07
11. Suona fratello - 2:10
12. Lo spettacolo (Mix Tom Lord-Alge 2017) - 4:08
13. Spirito (Mix Tom Lord-Alge 2017) - 4:45
14. No frontiere (Mix Tom Lord-Alge 2017) - 5:15
15. Lacio drom (buon viaggio) (Mix Tom Lord-Alge 2017) - 4:17

CD 2 (Live in Modena 23/03/1995)
1. Maudit - 5:16
2. El diablo - 4:30
3. Lo spettacolo - 4:33
4. La musica fa - 6:46
5. Tammùria - 4:30
6. Dimmi il nome - 3:51
7. Lulù e Marlene - 4:59
8. No frontiere - 5:32
9. Il vento - 5:10
10. Onda araba - 6:23

CD 3 (Live in Modena 23/03/1995)
1. Animale di zona - 4:42
2. Spirito - 4:54
3. Gioconda - 6:19
4. Cangaceiro - 6:33
5. Suona fratello - 2:43
6. Ragazzo - 5:26
7. Africa - 5:39
8. Lacio drom - 5:43

## Formazione
Gruppo
- Piero Pelù - voce
- Ghigo Renzulli - chitarra
- Roberto Terzani - chitarra ritmica, chitarra acustica, cori (solo nei brani dal vivo)
- Antonio Aiazzi - tastiere, cori
- Daniele Bagni - basso, cori
- Franco Caforio - batteria
- Candelo Cabezas - percussioni

Altri musicisti
- Renato Freyggang (degli Inti-Illimani) - zampoña, quena, quenacho
- Gianna Nannini - voce in Telephone Blues

## Singoli / Videoclip
1. Lo spettacolo (promo, videoclip)
2. Spirito (promo, videoclip)
3. No frontiere (promo)
4. Lacio drom (buon viaggio) (promo, videoclip)

## Classifiche

### Classifiche settimanali
| Classifica (1994) | Posizione massima |
| ----------------- | ----------------- |
| Italia            | 3                 |

### Classifiche di fine anno
| Classifica (1994) | Posizione |
| ----------------- | --------- |
| Italia            | 13        |